# Pfarrkirche Puch in Niederösterreich

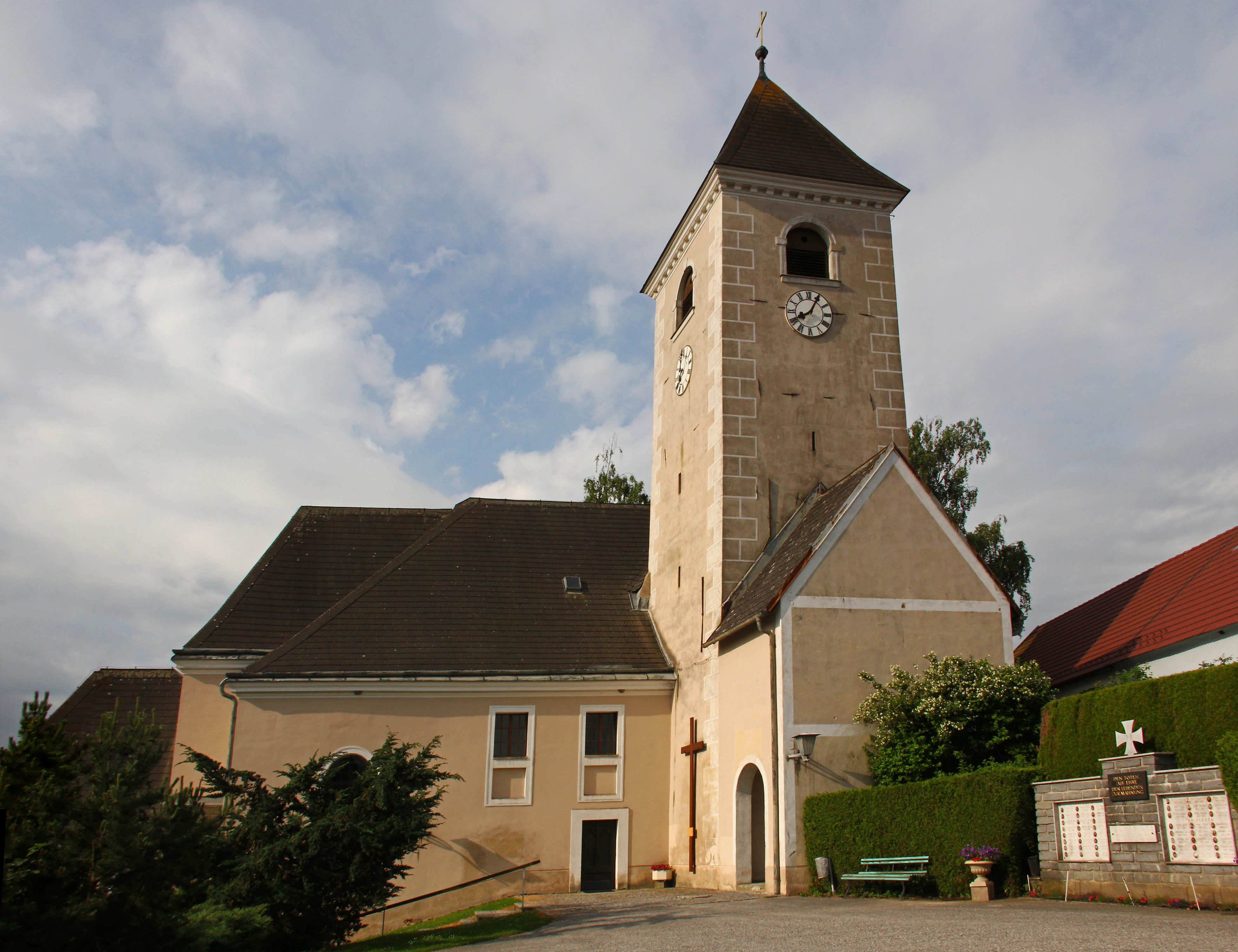
Katholische Pfarrkirche hl. Anna in Puch

Die Pfarrkirche Puch in Niederösterreich steht etwas erhöht am Anstieg einer Geländestufe im Ort Puch in der Stadtgemeinde Waidhofen an der Thaya im Bezirk Waidhofen an der Thaya in Niederösterreich. Die auf die heilige Anna geweihte römisch-katholische Pfarrkirche gehört zum Dekanat Waidhofen an der Thaya in der Diözese St. Pölten. Die Kirche steht unter Denkmalschutz (Listeneintrag).

## Geschichte
Urkundlich wurde 1345 eine Pfarre genannt. Von 1700 bis 1707 wurde die Kirche vom Maurermeister Matthias Fölser barockisiert.

## Architektur
Der im Kern gotische und barockisierte Kirchenbau mit einem seitliche angestellten Turm ist von der ehemaligen Friedhofsmauer umgeben.
Die Kirche mit einem Langhaus und einem eingezogenen Rechteckchor zeigt vom gotischen Kern abgetreppte Eckstrebepfeiler und gotische gekehlte Spitzbogenportale im Westen und im Norden. Die hochgelegenen gefaschten Rechteckfenster zeigen sich in der Art des 17. Jahrhunderts. Im Norden steht ein barocker zweigeschoßiger Anbau als Portalvorbau und Oratorium. Die Sakristei ist am Chorhaupt angebaut. Der mittelalterliche wuchtige Turm an der Nordwestecke hat spätere rundbogige Schallfenster und trägt ein Pyramidendach aus 1885.
Das Langhausinnere zeigt sich als dreijochiges Langhaus unter einer Stichkappentonne mit stuckierten Feldern und tiefen Schildbögen auf hohen Gebälkköpfen und gekuppelten Pilastern. Nordseitig ist eine Rechtecköffnung zum tonnengewölbten Oratorium. Im Westjoch befindet sich die tonnenunterwölbte Empore. Der Triumphbogen ist eingezogen. Der zweijochige Rechteckchor hat Stichkappentonnengewölbe über einem schwibogenartigen Gurt, in der Südwand ist eine gotische spitzbogige Sessionsnische. Das östliche barocke Fenster ist vermauert. Die nordseitige abgefaste Rundbogenöffnung führt in den tonnengewölbten Erweiterungsbau.
Eine barocke Steinkartusche mit Wappen nennt CFGVGYAFM.

## Ausstattung
Den Hochaltar als marmoriertes klassizistisches Doppelpilasterretabel baute Franz Mitterhofer 1850, er zeigt das Altarblatt Unterricht Mariens von August von Wörndle 1887, und trägt die spätbarocken Figuren Peter und Paul um 1770 und die Figuren Florian und Donatus aus dem dritten Viertel des 18. Jahrhunderts. Der Tabernakel entstand 1850.
Die Kanzel aus der dritten Viertel des 18. Jahrhunderts ist marmoriert und zeigt am Korb die Reliefs Bergpredigt und Mariensymbole, der Schalldeckel ist Rokoko.
Ein gotischer runder Weihwasserstein mit Wappenschilden befindet sich im Portalvorbau. Ein barocker runder Weihwasserstein hat einen gebauchten Fuß.
Die Orgel baute Max Zachistal und Franz Capek 1890.